# Scarabaeus schulzeae
Scarabaeus schulzeae es una especie de escarabajo del género Scarabaeus, familia Scarabaeidae. Fue descrita científicamente por Ferreira en 1969.
Habita en la región afrotropical (provincia de Transvaal).